# Antim I
Atanas Mihajlov Chalakov, meglio noto come Antim I (Kırklareli, 1816 – Vidin, 1º dicembre 1888), è stato un arcivescovo ortodosso e politico bulgaro.

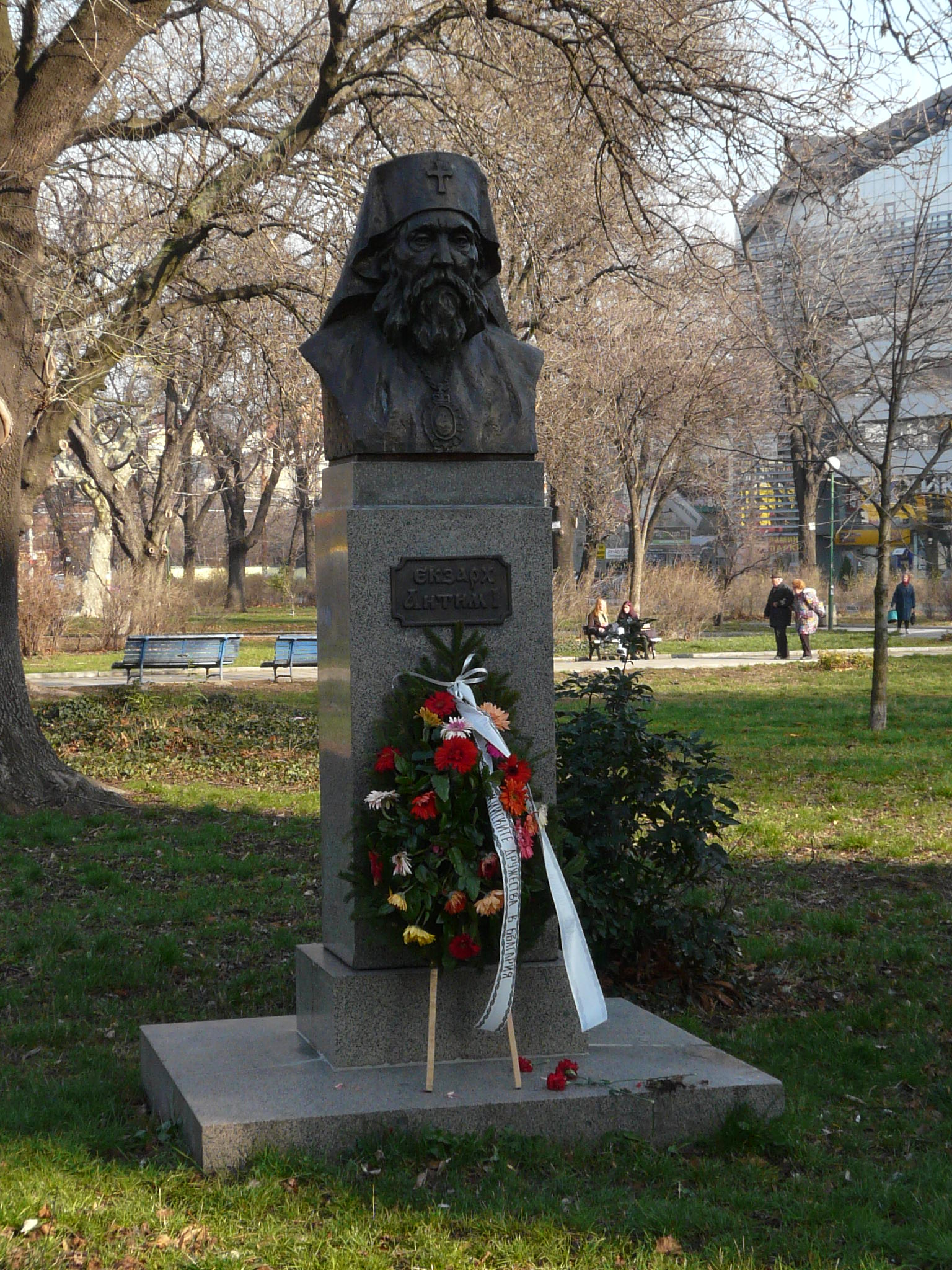
Monumento Esarca Antim I a Sofia

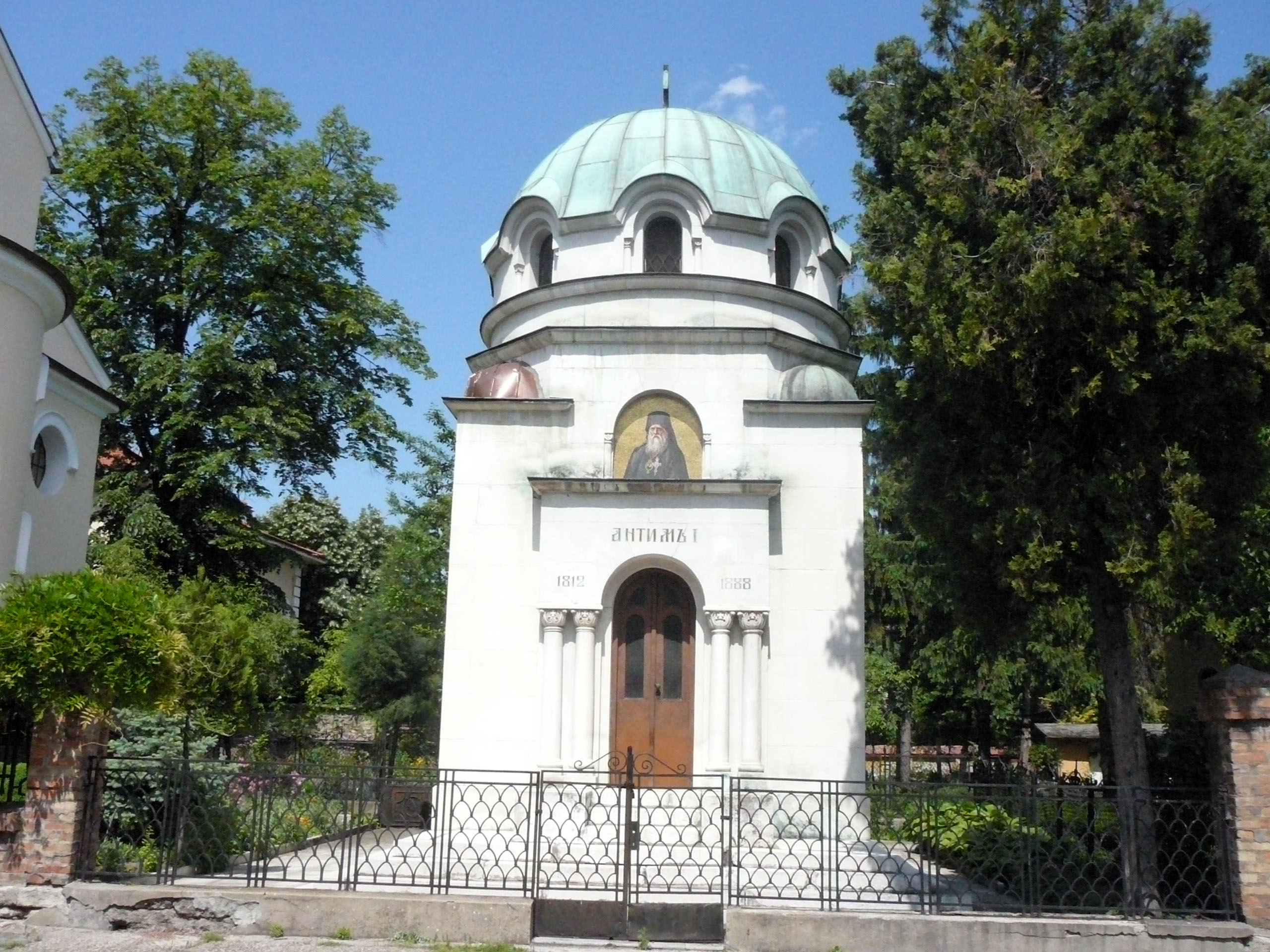
Mausoleo di Esarca Antim I a Vidin

Vescovo di Vidin (1868-1872, 1878-1888), divenne rappresentante della futura Chiesa ortodossa bulgara di fronte alla Sublime porta. Alla creazione della suddetta Chiesa, conosciuta come Esarcato bulgaro, ne proclamò l'indipendenza da Costantinopoli (1872-1877) e ne divenne esarca (1872-77), residente ad Istanbul. Fu deposto dal sultano ed arrestato nel 1877 per aver appoggiato la rivoluzione bulgara del 1876.
È stato il primo Presidente dell'Assemblea nazionale della Bulgaria (1879).